# Orthacanthacris bimaculatua
Orthacanthacris bimaculatua is een rechtvleugelig insect uit de familie veldsprinkhanen (Acrididae). De wetenschappelijke naam van deze soort is voor het eerst geldig gepubliceerd in 1922 door Willemse.